# 小行星18184
小行星18184（18184 Dianepark）是一颗绕太阳运转的小行星，为主小行星带小行星。该小行星于2000年8月发现。

## 轨道参数
小行星18184的轨道半长轴为385 605 774 km，2.5775787 UA，离心率为0.069。